# Achondryt
Achondryt – meteoryt kamienny składający się głównie z piroksenów i plagioklazów, w czym przypomina ziemski bazalt. W przeciwieństwie do chondrytów uległ przetopieniu. Wyróżnia się achondryty prymitywne, których materia uległa przetopieniu, ale nie dyferencjacji i achondryty, których materia uległa przetopieniu i dyferencjacji.